# غريغ غروس
غريغ غروس (بالإنجليزية: Greg Gross)‏ هو لاعب كرة قاعدة أمريكي، ولد في 1 أغسطس 1952 في غولدسبورو في الولايات المتحدة.

## وصلات خارجية
- غريغ غروس على موقع دوري كرة القاعدة الرئيسي (الإنجليزية)
- غريغ غروس على موقعبيزبول رفرنس.كوم (الدوري الرئيسي) (الإنجليزية)
- غريغ غروس على موقعبيزبول رفرنس.كوم (الدوري الثانوي) (الإنجليزية)
- غريغ غروس على موقع إي إس بي إن.كوم (أم.أل.بي) (الإنجليزية)
- غريغ غروس على موقع مشجعي الرسوم البيانية (الإنجليزية)